# Юткін Лев Олександрович
Юткін Лев Олександрович (5 серпня (23 липня) 1911 р., м. Бєлозерськ Вологодської області — 5 жовтня 1980 р., м. Тбілісі) — лауреат Державної премії УРСР за 1981 рік, засновник нового напрямку в науці і техніці — електрогідравліки.

## Біографія
Батько, Олександр Михайлович Юткін, отримав медичну освіту в Санкт-Петербурзькому університеті. Мати, Анна Феофанівна Юткіна (Капоруліна), закінчила Вищі акушерські курси при Інституті Отта, отримавши звання повитухи вищого розряду. Батько працював земським лікарем у Вологодській і в Архангельській областях, сім'я переїжджала, а школу Лев закінчив в Ленінграді, куди родина повернулася в 1928 р. Через непролетарське походження Лев не міг відразу поступити на навчання до інституту і повинен був відпрацювати два роки на заводі токарем.
У 1930 р. Лев вступив до Ленінградського автодорожнього інституту, де вже з першого курсу займався винахідництвом. Перше авторське свідоцтво на винахід № 719184 по заявці № 131715 / 29-33 «Спосіб зведення переправи через водну перешкоду», отримане Л. А. Юткіним (в співавторстві з А. Д. Перчіхіним) має пріоритет 11.07.1933 р. Ще будучи студентом, в 1933 р. Лев Юткін займався дослідами з електрикою, пробуючи з різних електричних схем отримувати розряди у воді. І одного разу, наливши у звичайну тарілку воду, в яку опустив кінці провідників, і включивши напругу, отримав розряд, що викликав сплеск фонтану води і розкол тарілки. Так блискавка в воді вперше показала свою здатність працювати. Був відкритий електрогідравлічний ефект (ЕГЕ).
Але навчання і наукові експерименти Льва Юткіна були перервані арештом в 1933 р., за звинуваченням у контрреволюційних злочинах за сумнозвісною 58-ю ст. КК РРФСР. Йому присудили «усього» п'ять років, які він відбував у ДмитЛазі, на будівництві каналу «Москва-Волга», і в УхтПечЛазі, на будівництві доріг, де йому дуже згодилося навчання в Автодорожньому інституті. Дивом уникнувши додавання тюремного терміну в 1937 р., він був звільнений в 1938 р. А в день звільнення Льва Юткіна на іншому кінці країни — в Якутську — був заарештований його батько О. М. Юткін, засуджений за тією ж 58-ю ст. на 8 р. і загинув у таборі під Магаданом в 1942 р. Після звільнення, Л. О. Юткін близько року жив і працював у Череповці, а потім йому вдалося, приховавши судимість, повернутися в Ленінград, і навіть вступити в 1940 р. у Ленінградський електротехнічний інститут. Але війна знову перервала навчання. На початку березня 1942 р. він був евакуйований з Ленінграда разом з вмираючою мамою, яку і поховав невдовзі під своїм рідним Бєлозерськом. Потім було навчання у військовому інженерному училищі, ад'ютантом начальника якого він і закінчив війну, демобілізувавшись з армії знову в Ленінграді в 1946 р.
Після демобілізації у 1946 р. Л. О. Юткін працював в Леніградскому палаці піонерів, а потім в Будинку науково-технічної пропаганди і активно продовжував займатися винахідництвом. У вересні 1945 р. Л. О. Юткін одружився з Лідією Іванівною Гольцовою (1922—2001), що стала його вірною соратницею і співавтором більшості винаходів.
У 1950 р. починається основний етап наукової і винахідницької діяльності Л. О. Юткіна і Л. І. Гольцовой. З 15 квітня 1950 р. — дати пріоритету їх заявки на винахід «Спосіб створення високих і надвисоких тисків» — обчислюється і пріоритет відкриття ЕГЕ, який часто називають тепер «ефектом Юткіна», і починається відлік розвитку нового напрямку в науці і техніці — електрогідравліки.
З 1950 р. Л. О. Юткіним і Л. І. Гольцовою були подані сотні заявок на винаходи, отримано авторські свідоцтва на винаходи понад 200 електрогідравлічних способів і пристроїв, застосовуваних у найрізноманітніших галузях техніки і господарства.
У 1955 р. в Ленінграді вийшла перша в світі книга, присвячена відкриттю ЕГЕ і його промисловому застосуванню — «Електрогідравлічний ефект» Л. О. Юткіна. З опублікування цієї книги, що стала незабаром всесвітньо відомою, починаються повсюдні дослідження ЕГЕ і його застосувань в техніці в СРСР і за кордоном. У 50-60-х рр. Л. О. Юткін постійно виступав з лекціями про своє відкриття, в тому числі і в Московському політехнічному музеї, і переконав багатьох, що за допомогою ЕГЕ можна розколювати, бурити і дробити тверді гірські породи, штампувати метали, ефективно обробляти багато інших матеріалів.
Протягом чверті століття Л. О. Юткін послідовно очолював ряд авторських наукових лабораторій в Ленінграді, що займалися дослідженнями відкритого їм ЕГЕ. Спочатку це були маленькі заводські лабораторії. А в 1955 р. в Ленінградському політехнічному інституті йому вперше дали крихітну авторську лабораторію зі штатом в три людини. Саме там і були створені всі перші електрогідравлічні установки, про які незабаром заговорив весь світ. Адже, в лабораторії Л. О. Юткіна не було жодного дня без вітчизняних або іноземних відвідувачів. У спеціальних книгах обліку відвідувань — понад тисячу прізвищ.
У 1959 р. рішенням Ради міністрів СРСР була організована спеціалізована Міжгалузева лабораторія ЕГЕ. Зусиллями Л. О. Юткіна був побудований спеціальний корпус міжгалузевої лабораторії ЕГЕ (МЛЕГЕ), сформований ряд відділів, почалися широкі дослідження і розробка ЕГ-технологій та ЕГ-обладнання.
Але табірне минуле, зухвалий незалежний характер, незахищеність ступенями і званнями, революційний новаторський характер його винаходів — все це в сукупності постійно ускладнювало творчий шлях Л. О. Юткіна. Він завжди сміливо говорив правду в очі будь-якому безчесному вченому-плагіатору чи самовдоволеному партійному бонзі. Так, одного разу він закінчив і розмову з самим всесильним першим секретарем Ленінградського обкому КПРС Григорієм Романовим фразою: «З Вашим-то світоглядом — тільки лазнею і керувати». Тож не дивно, що в Ленінграді його постійно переслідували всілякі комісії, перевірки.
У багатотомних щоденникових записах Юткіна є, наприклад, і такий: «Починаю новий том свого щоденника про нові біди, муки, нестатки і бестолковщіну державних мужів, мужів науки і іншу нісенітницю». Його авторські лабораторії не раз закривали, часом він залишався взагалі без роботи. Але ніколи він не відступав і відроджувався як фенікс. Очолювані Л. О. Юткіним лабораторії ЕГЕ виникали знову і знову, також як невичерпний був потік нових ідей чудового винахідника. На зміну заснованої в 1959 р. МЛЕГЕ, в 1968 р. прийшла сільськогосподарська (проблемна) ПЛЕГЕ, а з 1975 р. — вже центральна науково-дослідна ЦНДЛЕГЕ, яка готувалася стати союзним НДІ. Але завадила раптова смерть в 1980 р.
5 жовтня 1980 р. Л. О. Юткін, перебуваючи у відрядженні в Тбілісі, де він читав одну з сотень лекцій про своє відкриття, раптово помер від третього інфаркту.
Але Залишився величезний творчий доробок: тисячі креслень, рукописів, неоформлених заявок на нові винаходи. Роботу над творчою спадщиною Л. О. Юткіна продовжила його вірний друг і співавтор Л. І. Гольцова. Її стараннями в 1986 р. побачила світ найбільш повна монографія праць Л. О. Юткіна «Електрогідравлічний ефект і його застосування в промисловості». А в 1987 р. була опублікована книга Л. І. Гольцовой «ЕГЕ — нове в сільському господарстві».
У ряді статей, опублікованих Л. І. Гольцовою в 80-ті і 90-ті роки, було розказано про останні, ще не освоєні розробки Л. О. Юткіна, пов'язані з розробкою необмежених запасів чорноморського сірководню, дорожнім будівництвом, новими біотехнологіями і навіть з вирішенням проблеми людського безсмертя … У 2001 р. смерть обірвала і подвижницьку працю Л. І. Гольцовой.
Серед щоденникових записів Л. О. Юткіна є і така: "Я знав в собі силу, насолоджувався своїм умінням, грою розуму. І вважав день, прожитий без нової думки, пропащим днем … "
Лідія Гольцова, згадуючи про чоловіка, говорила: «Ось, ця гра розуму, це щастя відчувати себе творцем. Це звичайно, велика радість і велике щастя. І це єдине, що дозволяє винахіднику винаходити. Всі ці юткінскі папки, моделі, креслення, розрахунки, описи — все результати праці його блискучого, унікального мозку — поки вони не затребувані. І хоч, Юткін говорив незадовго до смерті, що він обігнав вчених на 30 років, щонайменше, але час йде. Звичайно, я сподіваюся, що до його величезної наукової спадщини буде виявлений державний підхід і його праці доставлять славу Росії».
Багато деталей біографії Л. О. Юткіна знайшли своє відображення в документальному фільмі, знятому в 1995 р. режессёром Е. В. Мухіним на кіностудії «Леннаучфильм». У цьому фільмі є і кадри кінохроніки 1957 р. про роботу лабораторії, очолюваної Л. О. Юткіним, і фрагменти щоденників Л. О. Юткіна, і докладна розповідь Л. І. Гольцовой про Л. О. Юткіна і про історію відкриття ЕГЕ.